# Edwina Chamier
Edwina Ratcliffe Chamier (z domu Lordly, ur. 27 marca 1890 w Chester, zm. 31 maja 1981 w Sway w hrabstwie Hampshire) – kanadyjska narciarka alpejska.
Urodziła się jako córka Edwina D. Lordly′ego. 20 lutego 1918 wzięła ślub z oficerem Royal Air Force Johnem Adrianem Chamierem, z którym miała dwóch synów – Johna Edwina Deschampsa (ur. 9 stycznia 1919, zm. 14 października 1997), który był marynarzem, a później dziennikarzem i Patricka Antony′ego (ur. 19 lutego 1921, zm. 11 listopada 1940), który także należał do RAF-u.
W 1936 wystartowała na igrzyskach olimpijskich w kombinacji alpejskiej, jednakże nie ukończyła jej. Była najstarszym narciarzem alpejskim na tych igrzyskach.
W maju 1941 została powołana do Auxiliary Territorial Service. Podczas II wojny światowej służyła w Special Operations Executive.